# Alta sociedad (película de 2018)
Alta sociedad (en hangul, 상류사회; RR, Sangryu sahoe; título internacional, High Society) es una película surcoreana de 2018, escrita y dirigida por Byun Hyuk y protagonizada por Park Hae-il y Soo Ae. Se estrenó en Corea del Sur el 29 de agosto de 2018.

## Sinopsis
Jang Tae-joon y Oh Soo-yeon, marido y mujer, son dos personas adineradas que quieren entrar en el mundo de la alta sociedad surcoreana a cualquier precio. Ella quiere ser directora de la importante galería de arte donde trabaja, mientras que él, profesor universitario, anhela ser elegido diputado en la Asamblea Nacional. Los dos serán arrastrados por sus propios deseos a complicadas intrigas políticas, económicas y sexuales, hasta la decisión de liberarse de la hipocresía y rebelarse contra la corrupción sistémica para no vivir esclavos de sus aspiraciones.

## Reparto
- Park Hae-il como Jang Tae-joon, casado con Soo-yeon, profesor universitario que aspira a entrar en política.[7]
- Soo Ae como Oh Soo-yeon, mujer de Hae-il, subdirectora de un importante centro de arte contemporáneo.[8]
- Yoon Je-moon como Han Yong-suk, rico empresario y propietario del centro de arte.[9]
- Ra Mi-ran como Lee Hwa-ran, mujer de Yong-suk, copropietaria y directora del centro de arte, jefa de Soo-yeon.[9]
- Lee Jin-wook como Shin Ji-ho, artista visual de fama, en otro tiempo fue pareja de Soo-yeon.[10]
- Han Joo-young.
- Kim Kyu-sun.
- Jang So-yeon como la fiscal Jo Yeong-seon.
- Park Sung-hoon como Jason, el hijo del presidente.
- Kim Kang-woo como Baek Kwang-hyun.
- Lee Hong-nae como un interno.
- Mao Hamasaki como Minami Oshima.[11]

## Producción
El rodaje empezó el 1 de noviembre de 2017. La producción concluyó el 11 de enero de 2018.

## Recepción
La película se estrenó el 29 de agosto de 2018 en Corea del Sur y se proyectó en 867 pantallas en todo el país. El día de estreno terminó en segundo lugar, detrás de On Your Wedding Day, con 131 802 espectadores y el equivalente a 775 270 dólares de recaudación. Se convirtió en la película nacional con clasificación R con el mejor día de estreno en 2018. Sin embargo, la película cayó al tercer lugar durante el fin de semana, terminando detrás de On Your Wedding Day y del nuevo estreno de la semana Searching, con 291 228 espectadores y 2,4 millones de dólares de taquilla. Durante su segundo fin de semana terminó en cuarto lugar con 643 039 dólares y 85 522 billetes vendidos.
El 10 de septiembre de 2018, la película había vendido 766 031 entradas con una taquilla de 5,6 millones de dólares.
Para Yoon Min-sik, de The Korea Herald, la película es visualmente atractiva, la actuación es buena y la idea es convincente. Yoon Je-moon roba casi todas las escenas en que aparece, y agrega humor al filme, aunque siempre queda claro que su personaje es el más desagradable de todos. El director y guionista logra crear una serie de personajes interesantes, pero no están lo suficientemente desarrollados y la trama no llega a ninguna parte. En conclusión, High Society «se ve bien, su actuación es excelente y podría haber contado una historia que invita a la reflexión, pero termina contando una que es demasiado familiar. No es una mala película, pero tampoco es una que realmente ofrezca una nueva perspectiva.»